# Offerta pubblica di sottoscrizione
L'offerta pubblica di sottoscrizione (OPS) è un particolare tipo di offerta pubblica iniziale caratterizzata dal fatto che le azioni emesse vengono create ex novo e fatte sottoscrivere a nuovi azionisti. 
La conseguenza di una offerta pubblica di sottoscrizione è un aumento di capitale per l'azienda. L'offerta pubblica di sottoscrizione si distingue dall'offerta pubblica di vendita perché quest'ultima prevede che le azioni di futura quotazione vengano cedute (vendute) dal soggetto economico inizialmente proprietario a nuovi investitori esterni.